# Noord-Thürings voetbalkampioenschap 1909/10
In 1909/10 werd het eerste voetbalkampioenschap van Noord-Thüringen gespeeld, dat georganiseerd werd door de Midden-Duitse voetbalbond. De voorbije jaren speelden de clubs in het Thürings voetbalkampioenschap. 
Erfurter SC werd kampioen en plaatste zich voor de Midden-Duitse eindronde. De club versloeg FC Apelles Plauen en FuCC Cricket-Viktoria 1897 Magdeburg en verloor dan in de finale van VfB Leipzig. 

## 1. Klasse
| Plaats | Club                       | Wed. | W | G | V | Saldo | Ptn. |
| ------ | -------------------------- | ---- | - | - | - | ----- | ---- |
| 1.     | Erfurter SC 1895           |      |   |   |   |       |      |
| 2.     | FC Germania Erfurt         |      |   |   |   |       |      |
| 3.     | MTV 1897 Erfurt            |      |   |   |   |       |      |
| 4.     | BC Teutonia 1902 Erfurt    |      |   |   |   |       |      |
| 5.     | TV 1905 Ilversgehofen      |      |   |   |   |       |      |
| 6.     | Erfurter FC Britannia 1904 |      |   |   |   |       |      |

|  | Kampioen, geplaatst voor Midden-Duitse eindronde |